# Банкноти Угорщини
Банкноти угорського форинта (угор. forint papírpénz) є частиною угорської валюти, угорського форинта.

## 1946
У 1946 році почався випуск банкнот номіналом 10 та 100 форинтів Національним Банком Угорщини (угор. Magyar Nemzeti Bank).
| 1946       | 1946       | 1946    | 1946        | 1946           | 1946                  | 1946                  | 1946          | 1946          | 1946            | 1946            |
| Зображення | Зображення | Номінал | Розміри     | Основний колір | Опис                  | Опис                  | Дата          | Дата          | Дата            | Дата            |
| Аверс      | Реверс     | Номінал | Розміри     | Основний колір | Аверс                 | Реверс                | першого друку | випуску       | вилучення       |                 |
| ---------- | ---------- | ------- | ----------- | -------------- | --------------------- | --------------------- | ------------- | ------------- | --------------- | --------------- |
|            |            | 10 Ft   | 155 × 71 мм | Зелений        | Робочий з молотком    | Герб Угорщини         | 3 червня 1946 | 1 серпня 1946 | 31 березня 1948 | 31 березня 1951 |
|            |            | 100 Ft  | 158 × 72 мм | Синій          | Жінка, що тримає серп | Руки тримають молоток | 3 червня 1946 | 7 серпня 1946 | 1 травня 1951   | 31 грудня 1951  |
|            |            |         |             |                |                       |                       |               |               |                 |                 |

## 1947
Нова серія якісніших банкнот (10, 20 та 100 форинтів) була введена в 1947-48 роках. У 1953-му додалися 50 форинтів, у 1970-му — 500, пізніше — 1000 (1983) та 5000 (1991).
| 1947          | 1947          | 1947          | 1947          | 1947           | 1947             | 1947                              | 1947            | 1947             | 1947            | 1947           |
| Зображення    | Зображення    | Номінал       | Розміри       | Основний колір | Опис             | Опис                              | Дата            | Дата             | Дата            | Дата           |
| Аверс         | Реверс        | Номінал       | Розміри       | Основний колір | Аверс            | Реверс                            | першого друку   | випуску          | вилучення       |                |
| Герб Угорщини | Герб Угорщини | Герб Угорщини | Герб Угорщини | Герб Угорщини  | Герб Угорщини    | Герб Угорщини                     | Герб Угорщини   | Герб Угорщини    | Герб Угорщини   | Герб Угорщини  |
| ------------- | ------------- | ------------- | ------------- | -------------- | ---------------- | --------------------------------- | --------------- | ---------------- | --------------- | -------------- |
|               |               | 10 Ft         | 166 × 72 мм   | Зелений        | Петефі Шандор    | Сцена біля ріки, János Jankó      | 27 лютого 1947  | 25 червня 1947   | 30 вересня 1992 | 31 грудня 1993 |
|               |               | 20 Ft         | 166 × 72 мм   | Синій          | Дожа Дєрдь       | Чоловік ню (атлет István Hegedűs) | 27 лютого 1947  | 1 серпня 1948    | 30 вересня 1992 | 31 грудня 1993 |
|               |               | 100 Ft        | 166 × 72 мм   | Червоний       | Кошут Лайош      | Лотц Карой, Буревій               | 27 лютого 1947  | 14 серпня 1948   | 31 грудня 1998  | 31 грудня 1999 |
| Герб Угорщини |               |               |               |                |                  |                                   |                 |                  |                 |                |
|               |               | 10 Ft         | 166 × 72 мм   | Зелений        | Петефі Шандор    | Сцена біля ріки, János Jankó      | 24 жовтня 1949  | 1 червня 1950    | 30 вересня 1992 | 31 грудня 1993 |
|               |               | 20 Ft         | 166 × 72 мм   | Синій          | Дожа Дєрдь       | Чоловік ню (атлет István Hegedűs) | 24 жовтня 1949  | 1 червня 1950    | 30 вересня 1992 | 31 грудня 1993 |
|               |               | 50 Ft         | 166 × 72 мм   | Коричневий     | Ференц II Ракоці | Куруци                            | 1 вересня 1951  | 13 червня 1953   | 30 червня 1996  | 31 грудня 1996 |
|               |               | 100 Ft        | 166 × 72 мм   | Червоний       | Кошут Лайош      | Лотц Карой, Буревій               | 24 жовтня 1949  | 1 червня 1950    | 31 грудня 1998  | 31 грудня 1999 |
| Герб Угорщини |               |               |               |                |                  |                                   |                 |                  |                 |                |
|               |               | 10 Ft         | 166 × 72 мм   | Зелений        | Петефі Шандор    | Сцена біля ріки, János Jankó      | 23 травня 1957  | 27 жовтня 1959   | 30 вересня 1992 | 31 грудня 1993 |
|               |               | 20 Ft         | 166 × 72 мм   | Синій          | Дожа Дєрдь       | Чоловік ню (атлет István Hegedűs) | 23 травня 1957  | 8 листопада 1960 | 30 вересня 1992 | 31 грудня 1993 |
|               |               | 50 Ft         | 166 × 72 мм   | Коричневий     | Ференц II Ракоці | Куруци                            | 3 вересня 1965  | 15 червня 1966   | 30 червня 1996  | 31 грудня 1996 |
|               |               | 100 Ft        | 166 × 72 мм   | Червоний       | Кошут Лайош      | Лотц Карой, Буревій               | 23 травня 1957  | 20 березня 1959  | 31 грудня 1998  | 31 грудня 1999 |
|               |               | 500 Ft        | 174 × 80 мм   | Бузковий       | Аді Ендре        | Будапешт                          | 30 червня 1969  | 21 серпня 1970   | 31 серпня 1999  | 31 серпня 2019 |
|               |               | 1000 Ft       | 174 × 80 мм   | Зелений        | Барток Бела      | Мати з дитиною                    | 25 березня 1983 | 27 червня 1983   | 31 серпня 1999  | 31 серпня 2019 |
|               |               |               |               |                |                  |                                   |                 |                  |                 |                |
|               |               | 100 Ft        | 166 × 72 мм   | Червоний       | Кошут Лайош      | Лотц Карой, Буревій               | 15 січня 1992   | 1 червня 1992    | 31 грудня 1998  | 31 грудня 1999 |
|               |               | 500 Ft        | 174 × 80 мм   | Бузковий       | Аді Ендре        | Будапешт                          | 31 червня 1990  | 6 квітня 1992    | 31 серпня 1999  | 31 серпня 2019 |
|               |               | 1000 Ft       | 174 × 80 мм   | Зелений        | Барток Бела      | Мати з дитиною                    | 30 жовтня 1992  | 5 листопада 1993 | 31 серпня 1999  | 31 серпня 2019 |
|               |               | 5000 Ft       | 174 × 80 мм   | Коричневий     | Сечені Іштван    | Угорська академія наук            | 31 червня 1990  | 25 березня 1991  | 26 червня 1999  | 26 червня 2019 |
|               |               |               |               |                |                  |                                   |                 |                  |                 |                |

## 1997
У період між 1997 та 2001 роками з'явилася нова серія банкнот з переробленим дизайном вартістю 200, 500, 1000, 2000, 5000, 10 000 та 20 000 форинтів. На кожній з них зображено відомого угорського керівника чи політика з одного боку, а з іншого — місце чи подія, пов'язана з ним. Усі купюри містять водяний знак, вкладену вертикальну захисну стрічку та зручні для людей з поганим зором. Банкноти в 100 форинтів та більше захищені вплетеною голографічною захисною стрічкою. Купюри всіх номіналів мають розмір 154 × 70 мм.
Також було випущено пам'ятні банкноти: 1000 та 2000 форинтів до 2000 року та 500 форинтів на честь 50-ї річниці революції 1956 року (у 2006 році).
| Сучасний випуск | Сучасний випуск | Сучасний випуск | Сучасний випуск | Сучасний випуск     | Сучасний випуск  | Сучасний випуск                    | Сучасний випуск | Сучасний випуск | Сучасний випуск    | Сучасний випуск    |
| Зображення      | Зображення      | Номінал         | Розміри         | Основний колір      | Опис             | Опис                               | Дата            | Дата            | Дата               | Дата               |
| Аверс           | Реверс          | Номінал         | Розміри         | Основний колір      | Аверс            | Реверс                             | першого друку   | випуску         | вилучення          |                    |
| --------------- | --------------- | --------------- | --------------- | ------------------- | ---------------- | ---------------------------------- | --------------- | --------------- | ------------------ | ------------------ |
|                 |                 | 200 Ft          | 154 × 70 мм     | Зелений             | Карл I Роберт    | Замок Мішкольц                     | 1998            | 1 травня 1998   | листопада 16, 2009 | листопада 16, 2009 |
|                 |                 | 200 Ft          | 154 × 70 мм     | Зелений             | Карл I Роберт    | Замок Мішкольц                     | 2001.           | 2001.           | листопада 16, 2009 | листопада 16, 2009 |
|                 |                 | 500 Ft          | 154 × 70 мм     | Коричневий          | Ференц II Ракоці | Замок Шарошпатак                   | 1998            | 1 грудня 1998   | Сучасний           | Сучасний           |
|                 |                 | 500 Ft          | 154 × 70 мм     | Коричневий          | Ференц II Ракоці | Замок Шарошпатак                   | 2001            | 1 лютого 2001   | Сучасний           | Сучасний           |
|                 |                 | 500 Ft          | 154 × 70 мм     | Коричневий          | Ференц II Ракоці | Замок Шарошпатак                   | 2007            | 15 квітня 2009  | Сучасний           | Сучасний           |
|                 |                 | 500 Ft          | 154 × 70 мм     | Коричневий          | Ференц II Ракоці | Замок Шарошпатак                   | 2013            | 2013            | Сучасний           | Сучасний           |
|                 |                 | 1000 Ft         | 154 × 70 мм     | Синій               | Матвій Корвін    | Вишеград, фонтан Геркулеса у замку | 1998            | 1 вересня 1998  | 31 серпня 2007     | 31 серпня 2027     |
|                 |                 | 1000 Ft         | 154 × 70 мм     | Синій               | Матвій Корвін    | Вишеград, фонтан Геркулеса у замку | 2002            | 2002            | 31 серпня 2007     | 31 серпня 2027     |
|                 |                 | 1000 Ft         | 154 × 70 мм     | Синій               | Матвій Корвін    | Вишеград, фонтан Геркулеса у замку | 2005            | 10 квітня 2006  | Сучасний           | Сучасний           |
|                 |                 | 2000 Ft         | 154 × 70 мм     | Коричневий          | Габор Бетлен     | Габор Бетлен та його науковці      | 1998            | 1 лютого 1998   | Сучасний           | Сучасний           |
|                 |                 | 2000 Ft         | 154 × 70 мм     | Коричневий          | Габор Бетлен     | Габор Бетлен та його науковці      | 2002            | 2002            | Сучасний           | Сучасний           |
|                 |                 | 5000 Ft         | 154 × 70 мм     | Бузковий та Зелений | Сечені Іштван    | Дьйор-Мошон-Шопрон                 | 1999            | 1 квітня 1999   | Сучасний           | Сучасний           |
|                 |                 | 5000 Ft         | 154 × 70 мм     | Бузковий та Зелений | Сечені Іштван    | Дьйор-Мошон-Шопрон                 | 2005            | 2005            | Сучасний           | Сучасний           |
|                 |                 | 10 000 Ft       | 154 × 70 мм     | Червоний            | Стефан I Святий  | Естерґом                           | 1997            | 1 червня 1997   | Сучасний           | Сучасний           |
|                 |                 | 10 000 Ft       | 154 × 70 мм     | Червоний            | Стефан I Святий  | Естерґом                           | 1998            | 1998            | Сучасний           | Сучасний           |
|                 |                 | 10 000 Ft       | 154 × 70 мм     | Червоний            | Стефан I Святий  | Естерґом                           | 2001            | 2001            | Сучасний           | Сучасний           |
|                 |                 | 10 000 Ft       | 154 × 70 мм     | Червоний            | Стефан I Святий  | Естерґом                           | 2008            | 8 вересня 2008  | Сучасний           | Сучасний           |
|                 |                 | 10 000 Ft       | 154 × 70 мм     | Червоний            | Стефан I Святий  | Естерґом                           | 2014            | 2 вересня 2014  | Сучасний           | Сучасний           |
|                 |                 | 20 000 Ft       | 154 × 70 мм     | Червоний            | Деак Ференц      | стара Палата представників, Пешт   | 1999            | 1 лютого 2001   | Сучасний           | Сучасний           |
|                 |                 | 20 000 Ft       | 154 × 70 мм     | Червоний            | Деак Ференц      | стара Палата представників, Пешт   | 2004            | 2004            | Сучасний           | Сучасний           |
|                 |                 | 20 000 Ft       | 154 × 70 мм     | Червоний            | Деак Ференц      | стара Палата представників, Пешт   | 2009            | 2009            | Сучасний           | Сучасний           |
|                 |                 | 20 000 Ft       | 154 × 70 мм     | Червоний            | Деак Ференц      | стара Палата представників, Пешт   | 2015            | 25 вересня 2015 | Сучасний           | Сучасний           |
|                 |                 |                 |                 |                     |                  |                                    |                 |                 |                    |                    |